# Birendra Bir Bikram Shah Dev
Birendra Bir Bikram Shah Dev (वीरेन्द्र वीर विक्रम शाह देव), né le 28 décembre 1945 à Katmandou et mort le 1er juin 2001 dans la même ville, est roi du Népal de 1972 à 2001.
Scolarisé dans des écoles de premier ordre en Europe, Asie, et Amérique, y compris les élitistes Collège d'Eton et université Harvard, il a longuement voyagé avant d'accéder au trône.
Plus ouvert à la démocratie parlementaire que son père, il la restaure en 1990, sous la pression du Parti du congrès et du Parti communiste. Cependant, les querelles entre partis politiques et les problèmes sociaux récurrents ont provoqué une rébellion maoïste appelée guerre du Peuple népalais, qui a pris de l'ampleur à partir de 1996. La stabilité du Népal a été encore plus menacée lorsque lui et la majeure partie de sa famille, y compris la reine Aishwarya, ont été, selon la thèse officielle népalaise, assassinés par son fils aîné et héritier, Dipendra qui meurt lui-même quelques jours plus tard des blessures qu'il s'était infligées. Birendra reste dans les mémoires comme l'un des rois les plus aimés et respectés de l'histoire népalaise.

## Jeunesse et éducation
Birendra naît le 28 décembre 1945 au palais royal de Narayanhiti à Katmandou, en tant que fils aîné du prince héritier de l’époque, Mahendra Bir Bikram Shah Dev, et de sa première épouse, la princesse héritière Indra Rajya Lakshmi Devi.
Birendra passe huit ans à étudier au Collège Saint-Joseph, une école jésuite à Darjeeling, avec son frère Gyanendra. Le 13 mars 1955, leur grand-père, le roi Tribhuvan, meurt, et leur père accède au trône du Népal. Birendra devient prince héritier du Népal.
En 1959, Birendra est inscrit au collège d'Eton au Royaume-Uni. Après avoir étudié à Eton jusqu'en 1964, il retourne au Népal où il commence à explorer le pays en voyageant à pied dans les régions éloignées, vivant humblement avec ce qui était disponible dans les villages. Par la suite, il achève ses études en passant quelque temps à l'Université de Tokyo avant d'étudier la théorie politique à l'Université Harvard de 1967 à 1968.
Birendra aime voyager dans sa jeunesse et visite le Canada, l'Amérique latine, l'Afrique, de nombreuses régions de l'Inde, ainsi que plusieurs autres pays asiatiques. Il est également collectionneur d'art et soutien des artisans et artistes népalais, et il apprend à piloter des hélicoptères.
Birendra épouse Aishwarya Rajya Laxmi Devi, issue de la famille Rana et également sa cousine au deuxième degré, le 27 février 1970. Le mariage, décrit comme l'une des cérémonies nuptiales hindoues les plus fastueuses de l'histoire, coûte 9,5 millions de dollars à organiser.

## Règne

### Couronnement

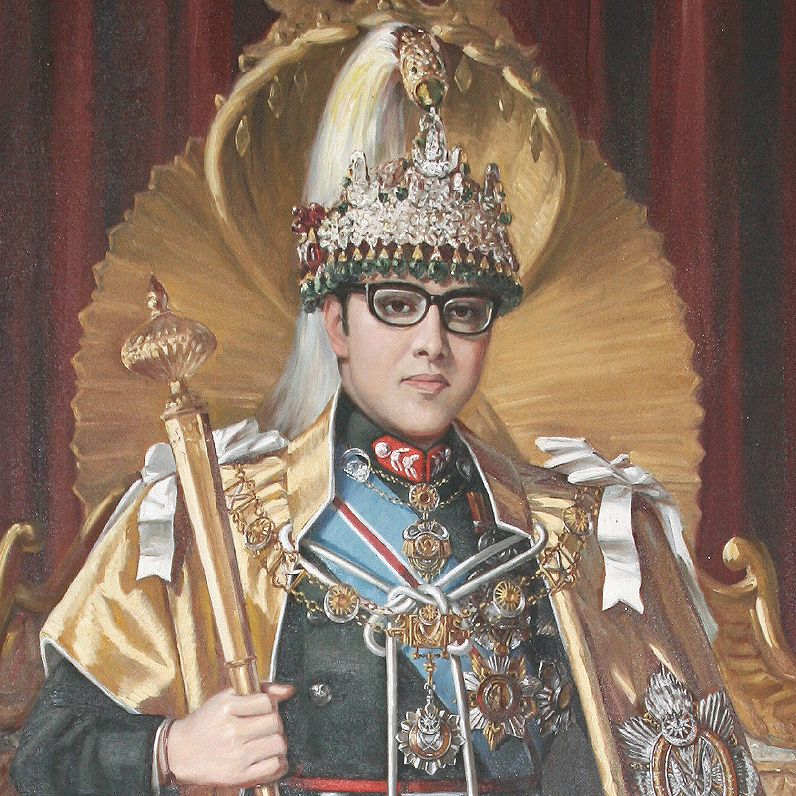
Birendra représenté avec la couronne et le sceptre dans un portrait.

Birendra accède au trône le 31 janvier 1972, à l’âge de 26 ans, après la mort de son père, le roi Mahendra. Cependant, son couronnement est retardé jusqu’au 24 février 1975, car la première année était une période de deuil pour le décès du roi précédent, et la deuxième était jugée inauspicieuse par les astrologues religieux. En tant que monarque hindou, il devait respecter les traditions népalaises.

### Ère des Panchayats
À son accession au trône, Birendra est un monarque absolu, car il hérite d’un pays où les partis politiques sont interdits et où il gouverne via un système de conseils locaux et régionaux appelés panchayats.
Pour maintenir les Panchayats, les dirigeants éminents du parti du Congrès népalais sont fréquemment arrêtés. Dans les années 1980, les restrictions imposées aux organisations politiques sont assouplies, et des groupes libéraux dirigés par des étudiants commencent à demander un changement constitutionnel au Népal,.
Face au mouvement pro-démocratique croissant, Birendra annonce qu’un référendum serait organisé pour décider l'adoption ou non du multipartisme. Ce référendum, tenu en mai 1980, voit le système sans parti l’emporter avec une marge de 55 % contre 45 %. À la suite de ce résultat, le roi procède à une restructuration massive du pays sur les plans économique et politique. Après le référendum, il divise le pays en cinq régions de développement pour créer un développement équilibré et visite chaque division une fois par an ; ces visites sont abandonnées quand il devient un monarque constitutionnel en 1990.

### Ère démocratique
En 1990, une série de grèves et d’émeutes pro-démocratiques éclatent au Népal. En raison de ces troubles, Birendra lève l’interdiction des partis politiques et accepte de devenir un monarque constitutionnel en avril 1990. Il nomme une commission indépendante de recommandation constitutionnelle pour représenter les principales factions d’opposition et préparer une nouvelle constitution répondant à leurs exigences de réforme politique.
Le projet de constitution, qui ferait de Birendra le chef de l’État d’une monarchie constitutionnelle avec un système de démocratie multipartite, lui est présenté le 10 septembre 1990. Le projet est approuvé par le Premier ministre Krishna Prasad Bhattarai et son cabinet, et ainsi, le 9 novembre 1990, Birendra promulgue la nouvelle constitution.
Bien qu’il ait acquis une grande popularité en tant que monarque constitutionnel, Birendra ne parvient pas à empêcher la guerre civile népalaise, un conflit entre les rebelles maoïstes et les forces gouvernementales qui a duré de 1996 à 2006.

## Circonstances de sa mort
Lors d'un banquet donné le 1er juin 2001 au palais royal de Narayanhity, l'héritier du trône, le prince Dipendra, très alcoolisé, a une altercation avec un convive. Son père, le roi Birendra, lui intime l'ordre de quitter la salle accompagné de son frère le prince Nirajan et de leur cousin germain le prince Paras. Une heure plus tard, le prince revient dans la salle du banquet avec deux armes à feu et tire en rafale sur sa famille. Il tue son père, sa mère, son frère, sa sœur, deux oncles, une tante et une cousine. Quatre autres membres de sa famille sont blessés. Il retourne l'arme contre lui et se tire une balle dans la tête. Il est cependant proclamé roi, mais, très gravement touché, il demeure dans le coma et meurt le 4 juin.

## Accomplissements notables

### Diplomatie

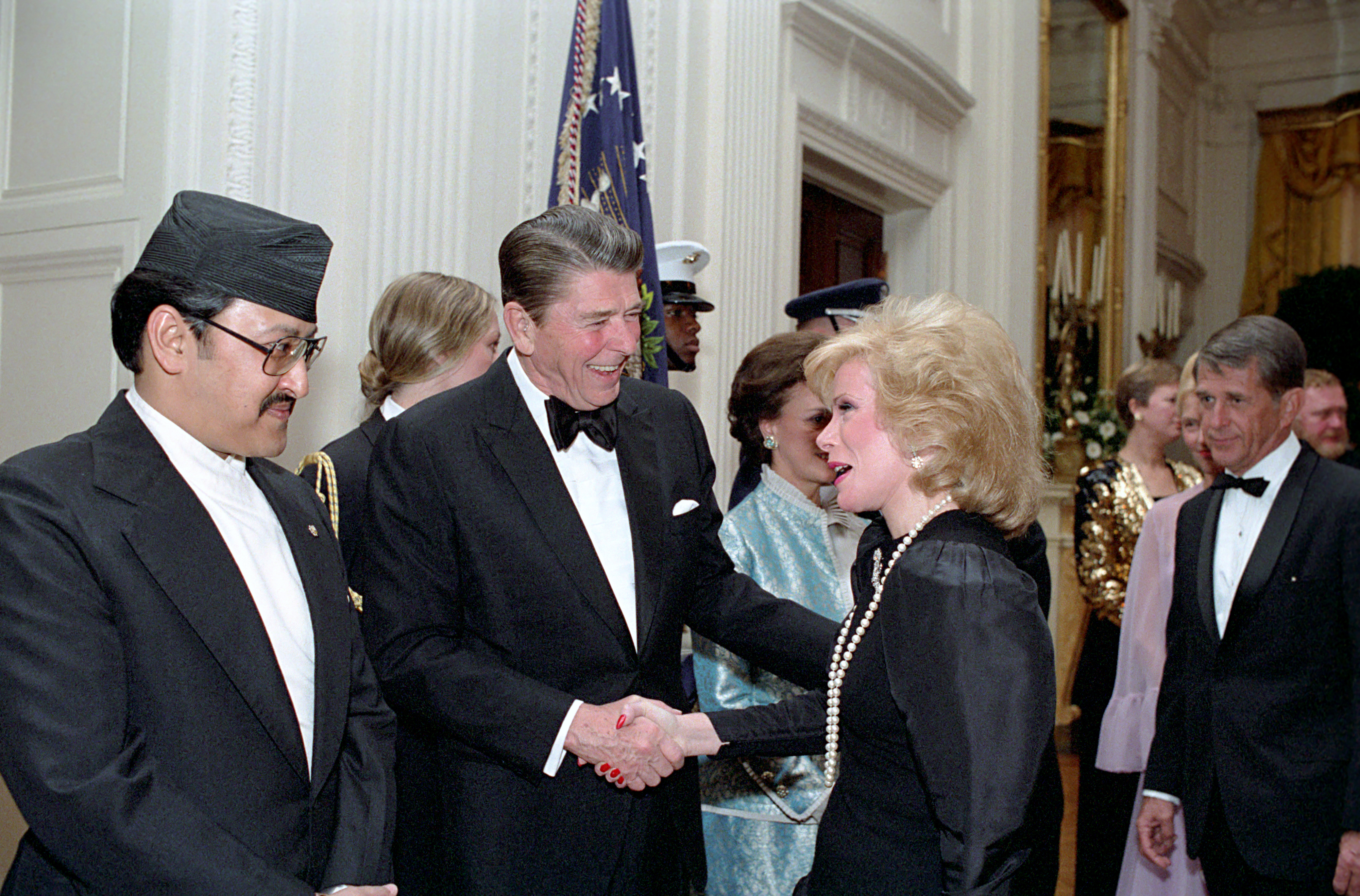
Birendra accompagné du président américain Ronald Reagan, en décembre 1983.

Il réussit à maintenir l'indépendance du Népal malgré les influences croissantes de l'Inde, de la Chine et de l'Union soviétique. Ses premiers voyages à l'étranger en tant que roi sont en Inde en octobre 1973, puis en Chine deux mois plus tard. Il empêche la séparation du Mustang du Népal et du Tibet de la Chine pendant la révolution du Mustang,. Le désarmement des rebelles Khampas combattant contre la Chine porte les relations népalo-chinoises à un nouveau sommet,. Ses compatriotes se souviennent de lui pour sa contribution à l'établissement de l'Association sud-asiatique pour la coopération régionale (SAARC) et de la réserve alimentaire sud-asiatique. Sous son règne, il réussit également à installer le Secrétariat de la SAARC à Katmandou. Il établit des relations diplomatiques avec 46 pays supplémentaires, portant le nombre total de pays ayant des relations diplomatiques avec le Népal de 49 à 96. Il renforce davantage la neutralité du Népal en promouvant le royaume comme zone de paix aux Nations Unies. Il croyait que le Népal, coincé entre les deux puissances asiatiques, devait entretenir de bonnes relations avec les deux.

### Promotion de la paix
Il propose que le Népal soit déclaré une zone de paix lors d'une réunion de l'ONU, en prenant en compte le statut historique de neutralité du Népal, la naissance de Gautama Bouddha sur son territoire et sa politique historique de non-alignement vis-à-vis des puissances étrangères. Cette proposition est alors soutenue par 116 pays à l'ONU. Il établit ensuite un « camp d'entraînement pour le maintien de la paix » en 1986. Ce camp est restructuré en 2001 en un institut de formation pour les forces de maintien de la paix. Il est ensuite rebaptisé « Centre d'entraînement aux opérations de paix Birendra ». Cet institut est par la suite restructuré en une organisation de formation par laquelle le Népal commence à envoyer des forces de maintien de la paix formées en coopération avec l'ONU et est devenu un membre actif de celle-ci.
En 1974, le roi Birendra réussit à désarmer pacifiquement les rebelles Khampas, installés dans la région himalayenne du nord, en leur offrant des terres, de l'argent et la citoyenneté à ceux qui rendraient leurs armes. Ceux qui ne se rendaient pas étaient interdits de se déplacer vers la région tibétaine,.
Birendra est également reconnu pour avoir empêché l'utilisation de l'armée dans la répression de la révolution maoïste au Népal, ce qui aurait pu aggraver la situation et compromettre la stabilité du pays. Le roi préférait s'appuyer sur la police, moins bien équipée, et laisser la porte ouverte aux négociations.

### Protection de l'environnement et du patrimoine
Le roi Birendra était considéré comme un amoureux de la nature et un grand défenseur de sa conservation. Le déclin dramatique de la population de rhinocéros dû à une migration massive vers le Teraï et à l'ampleur du braconnage a poussé le gouvernement à créer la force de patrouille des rhinocéros (Népalais : गैडा गस्ती) composée de 130 hommes armés et un réseau de postes de garde à travers Chitwan. Pour éviter l'extinction des rhinocéros, une loi sur les parcs nationaux est introduite, permettant l'établissement du parc national de Chitawan en décembre 1970, avec des frontières délimitées l'année suivante et établi en 1973.

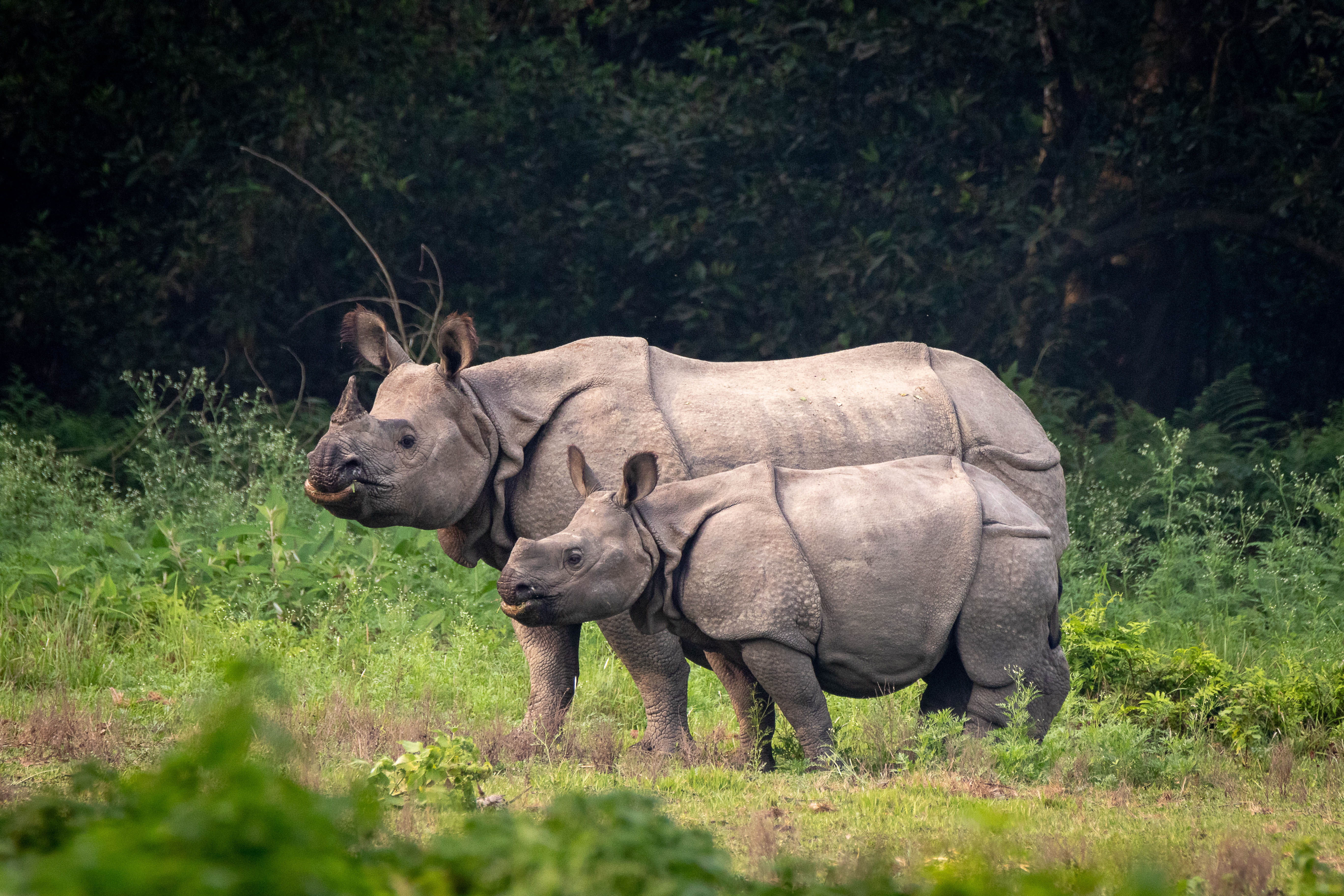
Rhinocéros indien du parc national de Chitawan.

Dans le but de préserver les tigres du pays, une zone de 368 km² est choisi comme Réserve faunique royale de Karnali en 1976, qui est proclamée Réserve faunique royale de Bardiya en 1982. La vallée de la rivière Babai est ajoutée à cette zone protégée en 1984. Un écosystème florissant dans la réserve conduit à la proclamation de la zone en tant que parc national en 1988. La quatrième zone protégée du pays est établie en 1976 dans la région himalayenne de Langtang et nommée parc national de Langtang. À cet effet, une zone de 1 710 km² est réservée dans les districts de Nuwakot, Rasuwa et Sindhulpalchok. Il établit également en 1976 les réserves fauniques de Koshi Tappu et de Shuklaphanta, élargie et convertie en parc national à la fin des années 1980,. De plus, une autre zone protégée, le parc national de Rara, est établie la même année pour protéger la flore et la faune uniques des districts de Humla, Mugu et Jumla, et réaliser le rêve de son père, le roi Mahendra, de créer une réserve naturelle intacte avec une zone protégée de 106 km² dans les districts de Mugu et Jumla, incluant également le lac Rara. Le dernier parc national à être établi dans le cadre du paysage himalayen la même année fut le parc national de Sagarmatha, avec une zone réservée de 1 148 km² dans le district de Solukhumbu.
En 1984, une zone de 225 km² dans l'ouest du Népal est désigné comme parc national de Khaptad. La même année, il crée également la réserve faunique de Parsa, qui est ensuite étendue pour devenir un parc national. De même, le seul parc national trans-himalayen du pays, le parc national de Shey Phoksundo, est créé en 1984 avec une superficie de 3 555 km² dans les districts de Dolpa et Mugu dans la province de Karnali, incluant également le lac Phoksundo.
Afin de préserver la tradition royale de la chasse comme loisir, mais aussi pour prévenir l'épuisement des ressources fauniques, il crée la réserve de chasse de Dhorpatan en 1987. La Fondation royale Mahendra pour la conservation de la nature est créée en mémoire de son père, avec le prince Gyanendra comme président, en 1990. Avec la création de la Fondation Mahendra, il a déclaré la zone de conservation de l'Annapurna.
De plus, grâce à ses efforts, le Népal a pu inscrire le parc national de Sagarmatha en 1979 et le parc national de Chitawan en 1984 sur la liste du patrimoine mondial de l'UNESCO,. De même, des zones monumentales telles que les places du Darbâr de Katmandou, Lalitpur et Bhaktapur ainsi que des sites religieux comme Swayambhunath, Boudhanath, le temple de Pashupatinath et Changu Narayan sont également inscrits en 1979.

### Politique de développement
Birendra adopte une politique de développement routier en fonction de la population et du trafic routier quotidien, tout en reliant les zones rurales aux aéroports. Il a restructuré plusieurs organisations gouvernementales dans le but d'atteindre les objectifs de développement. Il a mis l'accent sur la construction de routes, l'assainissement et les formations scientifiques ainsi que techniques. Une étude approfondie réalisée sur l'agence de planification centrale a conduit à la restructuration de la Commission nationale de planification en 1972, suivie de modifications mineures en 1987. La politique gouvernementale s'est principalement concentrée sur la conservation de l'environnement, l'agriculture et l'éducation.

### Routes et transports
Diverses études menées en 1972 ont montré que la construction de routes dans les zones montagneuses et rurales était plus coûteuse que la connectivité aérienne. Ainsi, le gouvernement de l'époque a adopté la politique de relier les zones rurales aux aéroports et de construire des routes uniquement lorsqu'il y avait un flux important de trafic. Dans le cadre de cette politique, de nombreux aéroports sont construits.
Le 28 décembre 1975, un système de trolleybus est mis en place au Népal grâce à l'aide de la Chine, en prenant en compte la conservation de l'environnement. Il a suivi les pas de son père en établissant des zones industrielles, notamment la zone industrielle de Nepalgunj (1973), de Pokhara (1974), de Butwal (1976), de Bhaktapur (1979), de Dhankuta (1980), de Birendranagar (1981) et de Gajendranarayan (1986).
De même, la route Lamosangu-Jiri menant à Solukhumbu a été mise en service en 1985 avec l'aide du gouvernement suisse,.

### Promotion de l'agriculture
Sous le règne de Birendra, le gouvernement met l'accent sur la promotion de l'agriculture. En conséquence, près de 90 % de la population était directement ou indirectement impliquée dans le secteur en 1990. L'augmentation des terres agricoles et de la main-d'œuvre a permis d'accroître les approvisionnements en nourriture, entraînant une meilleure nutrition. La production de maïs a augmenté pour atteindre plus de 1 million de tonnes en 1991, contre 500 000 tonnes en 1961. Les moulins à sucre de Lumbini à Sunwal, Nawalparasi, sont construits avec l'assistance technique de la Chine en 1982. La création des industries de caoutchouc Gorakhali a permis la culture du caoutchouc pour la première fois à Jhapa, Illam et dans de nombreuses autres régions de l'est du Népal,. De même, l'établissement d'industries agricoles telles que Bhrikuti Pulp and Paper, Hetauda Textile et un grand nombre d'industries de tapis et de vêtements a permis de transformer les produits agricoles bruts, contribuant grandement à l'économie.

### Réformes sociales
Reconnaissant que les faibles niveaux d'alphabétisation constituaient le principal obstacle au progrès national, le roi Birendra fait du développement du système éducatif sa priorité nationale. Le plan quinquennal débutant en 1971 s'est principalement concentré sur la construction de nouvelles institutions éducatives et l'amélioration de l'efficacité du système éducatif existant. À l'occasion de son couronnement, le roi Birendra déclare que l'éducation primaire serait gratuite pour tous les citoyens népalais. De même, en 1978, avec une approbation royale, tout le matériel éducatif est distribué gratuitement aux établissements éducatifs. Le roi Birendra est à la tête de l'Académie royale des sciences et de la technologie du Népal, qui œuvrait dans le domaine du développement scientifique et technologique du pays. Il crée l'Université Mahendra de Sanskrit en 1986 pour préserver la langue et la culture de la région. La dot est criminalisée au Népal en 1976 dans le cadre de la loi sur la réforme des pratiques sociales. Dans le cadre du plan quinquennal, le roi Birendra créé le service national, qui obligeait les étudiants diplômés à consacrer une année de leur service au développement des zones rurales. Il crée un musée d'histoire naturelle en 1975. Le 22 septembre 1976, il promulgue une loi interdisant le commerce, la contrebande ou toute forme de trafic de drogue dans le pays,.

## Critiques

### Économie stagnante
Bien que Birendra soit reconnu comme un roi favorable au développement, il est également critiqué pour son incapacité à orienter le pays vers des efforts de développement rapide, comme l'avait fait son père. Il avait la volonté politique, mais manquait de compétences pour accélérer les efforts de développement. Sa politique de développement durable, mise en avant par ses efforts de conservation de la nature, de préservation de la culture et de l'histoire, a constitué un obstacle au développement économique. Le maintien des Panchayats a créé une économie stagnante pendant son règne en tant que monarque autocratique.

### Échecs des efforts de développement
Birendra a restructuré diverses organisations et mis en place de nombreux plans de développement, mais ses efforts ont été largement infructueux, ce qui a freiné tout changement radical dans le pays. De nombreux aéroports et routes construits pendant son ère ont été rarement utilisés et ont fini par être fermés. De plus, la raison pour laquelle les routes nouvellement construites étaient rarement utilisées était la faible possession de véhicules leur accès limité, ce qui n'a donc pas beaucoup contribué au développement économique.

## Distinctions
- Field Marshal de l'armée britannique, le 18 novembre 1980

## Dans la littérature
- L'auteur Gérard de Villiers, dans son roman Le Roi fou du Népal, publié en 2002, après avoir évoqué le massacre de la famille royale, prétend que l'enquête officielle a été laconique et bâclée et émet l'hypothèse qu'il s'agissait d'un véritable coup d'État organisé par des membres de la famille royale népalaise, a priori par le prince Gyanendra et par un service secret étranger.